# Canton du Nouvion-en-Thiérache
Le canton du Nouvion-en-Thiérache est une ancienne division administrative française située dans le département de l'Aisne et la région Picardie.

## Géographie
Ce canton est organisé autour du Nouvion-en-Thiérache dans l'arrondissement de Vervins. Son altitude varie de 124 m (La Neuville-lès-Dorengt) à 229 m (Le Nouvion-en-Thiérache) pour une altitude moyenne de 163 m.

## Histoire

### Révolution française

Canton du Nouvion en 1790

Le canton du Nouvion est créé le 18 février 1790 sous la Révolution française,. Le canton comprend 9 communes avec Le Nouvion pour chef-lieu : Boué, Bergues, Barzy, Fesmy, Fontenelle, Le Nouvion, Oisy, Papleux, Le Sart. Il est une subdivision du district de Vervins qui disparait le 5 fructidor An III (22 août 1795)
Le nombre de communes dans le canton ne bouge pas lors de la période révolutionnaire. Lors de la création des arrondissements par la loi du 28 pluviôse an VIII (17 février 1800), le canton de Nouvion est rattaché à l'arrondissement de Vervins.

### 1801 - 2015
L'arrêté du 3 vendémiaire an X (25 septembre 1801) entraine un redécoupage du canton de Nouvion qui est conservé. 4 communes (Dorengt, Leschelles, Esquéhéries et La Neuville-lès-Dorengt) du canton de Guise intègrent celui du Nouvion. 2 communes (Fesmy et Oisy) rejoignent le canton de Wassigny et 2 communes (Papleux et Fontenelle) sont détachées pour aller dans le canton de La Capelle. Le canton reste inchangé en nombre de communes puisqu'il est composé de 9 communes. 
Par ordonnance royale du 26 juin 1822, Fesmy, provenant du canton de Wassigny, réintègre le canton du Nouvion pour fusionner avec la commune de Le Sart afin de former la commune de Fesmy-le-Sart. Avec ce changement, le canton est alors composé de 13 communes. Seulement, par ordonnance royale du 29 mai 1830, Fesmy et Le Sart redeviennent des communes distinctes à partir de Fesmy-le-Sart. D'ailleurs, la commune de Fesmy ne retourne pas dans son canton d'avant la fusion de 1822. Le nombre de communes passe alors de 9 à 10. 
De 1833 à 1848, les cantons du Nouvion et de Wassigny avaient le même conseiller général. Le nombre de conseillers généraux était limité à 30 par département.
En 1894, la commune de Bergues prend son nom actuel de Bergues-sur-Sambre. En 1956, les communes de Barzy et de Le Nouvion deviennent Barzy-en-Thiérache et Le Nouvion-en-Thiérache en changeant de nom. Le canton prend son nom actuel de canton du Nouvion-en-Thiérache. 
En 1972, Fesmy-le-Sart est à nouveau reconstituée à partir des communes de Fesmy et de Le Sart. Le nombre de communes dans le canton repasse à 9. La composition du canton demeure inchangée jusqu'en mars 2015. En 2008, la commune de Leschelles change de nom en devenant Leschelle par décret officiel.

### Redécoupage de 2015
Un nouveau découpage territorial de l'Aisne entre en vigueur en mars 2015, défini par le décret du 21 février 2014 , en application des lois du 17 mai 2013 (loi organique 2013-402 et loi 2013-403). Les conseillers départementaux sont, à compter de ces élections, élus au scrutin majoritaire binominal mixte. Les électeurs de chaque canton élisent au Conseil départemental, nouvelle appellation du Conseil général, deux membres de sexe différent, qui se présentent en binôme de candidats. Les conseillers départementaux sont élus pour 6 ans au scrutin binominal majoritaire à deux tours, l'accès au second tour nécessitant 10 % des inscrits au 1er tour. En outre la totalité des conseillers départementaux est renouvelée. Ce nouveau mode de scrutin nécessite un redécoupage des cantons dont le nombre est divisé par deux avec arrondi à l'unité impaire supérieure. Dans l'Aisne, le nombre de cantons passe ainsi de 42 à 21. Le canton du Nouvion-en-Thiérache ne fait pas partie des cantons conservés du département. 
Le canton disparait lors des élections départementales de mars 2015. L'ensemble des communes est regroupé au canton voisin de Guise.

## Administration

### Conseillers généraux de 1833 à 2015
| Période | Période      | Identité                                                  | Étiquette                      | Qualité |
| ------- | ------------ | --------------------------------------------------------- | ------------------------------ | --- |
| 1833    | 1842         | Comte Eugène Auguste de Caffarelli                        | Bonapartiste                   | Maître des requêtes au Conseil d'État Député au Corps législatif (1852-1869) Pair de France Lieutenant-général Propriétaire à Leschelle |
| 1842    | 1866 (décès) | Denis Auguste Caudron                                     |                                | Agriculteur, négociant, maire du Nouvion-en-Thiérache (1838-1866)                                                                       |
| 1866    | 1871         | François Théophile Antoine Joseph Tabary (décédé en 1899) |                                | Président du Tribunal civil de Cambrai                                                                                                  |
| 1871    | 1874         | Narcisse Arsène Parmentier                                |                                | Maire du Nouvion-en-Thiérache (1866-1881)                                                                                               |
| 1874    | 1904         | Louis Jules Antoine Moret                                 | Républicain                    | Maire de La Neuville-lès-Dorengt |
| 1904    | 1940         | Albert Hauet                                              | Rad.                           | Industriel Maire de Boué Député (1904-1942)                                                                                             |
|         |              |                                                           |                                | |
| 1943    | 1945         | Émile Baudemont                                           |                                | Conseiller d'arrondissement, maire du Nouvion-en-Thiérache Nommé conseiller départemental en 1943                                       |
|         |              |                                                           |                                | |
| 1945    | 1949         | Jean Beffaras                                             | Rad.                           | Maire de Prémont |
| 1949    | 1991 (décès) | Jean Duroisel                                             | RPF puis UNR puis UDR puis RPR | Notaire à Cambrai Adjoint au Maire du Nouvion-en-Thiérache                                                                              |
| 1992    | 2004         | Guy Vérin                                                 | UDF                            | Notaire Conseiller municipal puis Maire du Nouvion-en-Thiérache (2001-2020)                                                             |
| 2004    | 2015         | Thierry Thomas                                            | PS                             | Professeur Maire de Boué (2001 → 2018) Député suppléant de Jean-Louis Bricout (2012 → 2017)                                             |

### Conseillers d'arrondissement (de 1833 à 1940)
| Période                                  | Période          | Identité                                                      | Étiquette | Qualité |
| ---------------------------------------- | ---------------- | ------------------------------------------------------------- | --------- | --- |
| 1833                                     | 1845             | Nicolas Louis Joseph Vandelet-Copigneaux (1785-1867)          |           | Retordeur de fil, propriétaire au Nouvion                                                                   |
| 1845                                     | 1848             | Benjamin Xavier Vandelet-Lecat (1808-1897, fils du précédent) |           | Propriétaire et négociant au Nouvion                                                                        |
|                                          |                  |                                                               |           | |
|                                          | 1881 (démission) | M. Moret                                                      |           | |
|                                          |                  |                                                               |           | |
| 1895                                     | 1919             | Auguste-Casimir Page                                          |           | Pharmacien, maire du Nouvion                                                                                |
|                                          |                  |                                                               |           | |
| 1937                                     | 1940             | Émile Baudemont                                               | Radical   | Maire du Nouvion                                                                                            |
| 1940                                     |                  |                                                               |           | Les conseils d'arrondissement ont été suspendus par la loi du 12 octobre 1940 et n'ont jamais été réactivés |
| Les données manquantes sont à compléter. |                  |                                                               |           | |

## Composition

Carte des communes du canton du Nouvion-en-Thiérache

Le canton du Nouvion-en-Thiérache a groupé neuf communes et a compté 6 805 habitants en 2012.
| Code Insee | Nom                                 | Superficie (km2) | Population (hab.) | Densité (hab./km2) |
| ---------- | ----------------------------------- | ---------------- | ----------------- | ------------------ |
| 02558      | Le Nouvion-en-Thiérache (Chef-lieu) | 48,42            | 2 801             | 40,63              |
| 02050      | Barzy-en-Thiérache                  | 7,63             | 310               | 50,11              |
| 02067      | Bergues-sur-Sambre                  | 4,41             | 221               | 122,41             |
| 02103      | Boué                                | 10,44            | 1 278             | 14,86              |
| 02269      | Dorengt                             | 10,50            | 156               | 51,94              |
| 02286      | Esquéhéries                         | 16,21            | 842               | 31,69              |
| 02308      | Fesmy-le-Sart                       | 16,06            | 509               | 19,81              |
| 02548      | La Neuville-lès-Dorengt             | 10,88            | 397               | 36,49              |
| 02419      | Leschelle                           | 14,69            | 291               | 57,85              |

## Démographie
| 1962  | 1968  | 1975  | 1982  | 1990  | 1999  | 2006  | 2007  | 2008  |
| ----- | ----- | ----- | ----- | ----- | ----- | ----- | ----- | ----- |
| 8 172 | 8 089 | 7 875 | 7 584 | 7 118 | 6 814 | 6 761 | 6 724 | 6 717 |

| 2009  | 2010  | 2011  | 2012  | - | - | - | - | - |
| ----- | ----- | ----- | ----- | - | - | - | - | - |
| 6 734 | 6 776 | 6 807 | 6 805 | - | - | - | - | - |